# Nuvem Vermelha
Nuvem Vermelha ou Red Cloud (Lakota: Makhpiya Luta), (1822–10 de dezembro de 1909) foi um líder ameríndio, da tribo Oglala Lakota (Sioux). Um dos maiores inimigos do exército dos Estados Unidos, suas grandes batalhas ficaram conhecidas como Red Cloud's War ou A Guerra de Nuvem Vermelha (1866-1868). O objetivo da luta era o domínio das terras de Powder River, noroeste de Wyoming e sudeste de Montana. 
Nuvem Vermelha nasceu no atual estado de Nebraska, e na juventude guerreou com as tribos vizinhas Pawnee e Crows. Em 1851, foi assinado um tratado no Fort Laramie pelos Sioux, no qual os EUA estabeleciam limites para as terras indígenas. Em 1865, Nuvem Vermelha e outros líderes se sentiram traídos com o estabelecimento de fortes militares na chamada Trilha Bozeman, considerando isto uma quebra do tratado. Em junho de 1865 foi reunida uma coalizão formada pelos Woqini (Roman Nose) e Cheyenne, que atacaram um posto militar em North Platte River. Em 1866, começa a Guerra que resultou em um novo tratado de Laramie, no qual ficou acertado que o exército abandonasse a trilha Bozeman e respeitasse as terras Lakota. Em 1871, Nuvem Vermelha foi até Washington D.C. e se encontrou com o presidente Ulysses S. Grant. Em 1874, o General Custer fez uma missão de reconhecimento dentro do território Sioux, de onde surgiu a notícia de que havia ouro em Black Hills, uma terra sagrada para os índios. O exército se comprometeu a manter os garimpeiros fora da área, mas não cumpriu, irritando novamente os índios. Nuvem Vermelha e outros líderes rejeitaram um novo tratado. Sem o acordo de paz, acabou estourando outra guerra indígena, a Guerra Lakota-Sioux de 1876-1877, liderada por Cavalo Louco (Crazy Horse) e Touro Sentado (Sitting Bull). Com o fim da gerra, Nuvem Vermelha foi forçado a se mudar para a Reserva de Pine Ridge.
Nuvem Vermelha continuou a luta de seu povo, agora na Reserva. Em 1889 ele se opôs a uma venda de terras Sioux; também foi um duro negociador junto ao Dr. Valentine McGillycuddy, se opondo a Lei Dawes. Seu filho, seu neto e parte de sua família emigraram para a Itália em torno de 1930.
Nuvem Vermelha morreu em 1909, em Pine Ridge.